# 鴨緑江渡右衛門
鴨緑江 渡右衛門（おうりょくこう わたえもん、1866年3月17日（慶応2年2月1日） - 1938年（昭和13年）3月19日）は、武蔵川部屋の元大相撲力士。第12代武蔵川。本名は田岡熊三郎、のち吉岡に改姓。最高位幕下4枚目。

## 略歴
阿波国三好郡、のちの三加茂町三庄（現在の徳島県三好郡東みよし町）出身。広島工兵隊を経て、1892年に武蔵川に入門し、熊響の四股名で三段目まで進む。1894年に日清戦争に召集され、工兵として朝鮮半島の鴨緑江で軍橋の守備に当たり戦功を挙げ、力士であることを知った司令官から感状をもらい「以後シコ名を鴨緑江と改名すべし」と命ぜられたといい、凱旋後に鴨緑江と改名する。1904年10月には日露戦争にも応召し、満州各地を戦った功績をもって勲八等瑞宝章を授与された。
師匠武蔵川（元大関剣山）の死去により、1911年2月年寄武蔵川二枚鑑札となり、1916年1月限り満49歳で引退し、年寄専務となった。
謹厳実直な人柄で人望があり、相撲記者倶楽部係として新聞記者たちから慕われた。まじめな物固い人であったという。
1931年から1933年までは中川部屋（元・鬼鹿毛）の力士を引き取って武蔵川部屋を経営していた。
1938年3月19日死去、72歳没。
13代武蔵川でのちに理事長となった出羽ノ花は引退の際若者頭を打診されたが、鴨緑江の遺族より名跡を譲られて、武蔵川を襲名したという。

## 土俵歴
- 1892年 - 序ノ口。
- 1900年1月 - 鴨緑江に改名[3]。
- 1916年1月 - 引退。

## 成績
- 番付在位場所数：47場所
- 通算成績：不明（当時の幕下以下の勝敗等の記録については相撲レファレンス等のデータベースに登録がなく、特に明治30年代半ばまでの序二段や序ノ口などは記録がほとんど現存していないと思われるため。ただし幕下の成績として少なくとも7勝5敗3休が確認できる。）

### 場所別成績
- 各場所の地位は小島貞二コレクションの番付実物画像による。前述の理由により、勝敗等の数については暫定的に1909年6月場所以降の幕下15枚目以内のみを示すこととする。

| 1892年 （明治25年） | 西序ノ口17枚目 –    | 西序ノ口16枚目 –  |
| 1893年 （明治26年） | 西序二段26枚目 –    | 西序二段31枚目 –  |
| 1894年 （明治27年） | 西三段目35枚目 –    | 西三段目31枚目 –  |
| 1895年 （明治28年） | 東三段目38枚目 –    | 東三段目35枚目 –  |
| 1896年 （明治29年） | 西三段目26枚目 –    | 東三段目9枚目 –   |
| 1897年 （明治30年） | 東三段目13枚目 –    | 東三段目19枚目 –  |
| 1898年 （明治31年） | 東三段目26枚目 –    | 西三段目18枚目 –  |
| 1899年 （明治32年） | 西三段目6枚目 –     | 西三段目筆頭 –    |
| 1900年 （明治33年） | 西三段目5枚目 –     | 東三段目7枚目 –   |
| 1901年 （明治34年） | 東三段目13枚目 –    | 西三段目18枚目 –  |
| 1902年 （明治35年） | 西三段目13枚目 –    | 西幕下46枚目 –    |
| 1903年 （明治36年） | 東幕下37枚目 –      | 東幕下22枚目 –    |
| 1904年 （明治37年） | 東幕下28枚目 –      | 西幕下15枚目 –    |
| 1905年 （明治38年） | 西幕下17枚目 –      | 番付非掲載 不出場 |
| 1906年 （明治39年） | 番付非掲載 不出場   | 西幕下17枚目 –    |
| 1907年 （明治40年） | 東幕下25枚目 –      | 東幕下27枚目 –    |
| 1908年 （明治41年） | 東幕下36枚目 –      | 西幕下20枚目 –    |
| 1909年 （明治42年） | 西幕下53枚目 –      | 東幕下22枚目 –    |
| 1910年 （明治43年） | 西幕下37枚目 –      | 西幕下29枚目 –    |
| 1911年 （明治44年） | 東幕下25枚目 –      | 西幕下7枚目 2–1–2 |
| 1912年 （明治45年） | 西幕下6枚目 3–2     | 西幕下4枚目 2–2–1 |
| 1913年 （大正2年） | 西幕下 –            | 西幕下27枚目 –    |
| 1914年 （大正3年） | 東幕下41枚目 –      | 西幕下42枚目 –    |
| 1915年 （大正4年） | 東幕下56枚目 –      | 西幕下46枚目 –    |
| 1916年 （大正5年） | 東幕下54枚目 引退 – | x                 |
| 各欄の数字は、「勝ち-負け-休場」を示す。 優勝 引退 休場 十両 幕下 三賞：敢=敢闘賞、殊=殊勲賞、技=技能賞 その他：★=金星 番付階級：幕内 - 十両 - 幕下 - 三段目 - 序二段 - 序ノ口 幕内序列：横綱 - 大関 - 関脇 - 小結 - 前頭（「#数字」は各位内の序列） |                     |                   |

## 改名歴
- 熊響 竹二郎（くまひびき たけじろう） - 1892年1月場所
- 熊響 熊三郎（くまひびき くまさぶろう） - 1892年5月場所 - 1899年5月場所
- 鴨緑江 熊三郎（おうりょくこう くまさぶろう） - 1900年1月場所
- 鴨緑江 灘右エ門（おうりょくこう なだえもん） - 1900年5月場所 - 1902年1月場所
- 鴨緑江 洋右エ門（おうりょくこう なだえもん） - 1902年6月場所 - 1909年6月場所
- 鴨緑江 渡右エ門（おうりょくこう わたえもん） - 1910年1月場所
  - 「右衛門」の番付上の表記は「右エ門」。